# متیلن بلو
متیلن بلو (به انگلیسی: Methylene blue)
رده درمانی: آنتی‌دوت‌ها، شلات کننده‌ها و آنتاگونیست‌ها
اشکال دارویی: آمپول، قرص

## موارد مصرف
متیلن بلو قبلاً در درمان موارد مت‌هموگلوبینمی (مانند مسمومیت با سیانید) استفاده می‌شد، اخیراً در درمان آلزایمر نیز مطرح شده‌است. همچنین فرم خوراکی آن در دندانپزشکی برای تشخیص مناطق دارای پلاک میکروبی دندان و نیز در تشخیص فیستول در جراحی استفاده می‌شود.

## مکانیسم اثر
متیلن بلو احیاءشده متهموگلوبین را مجدداً احیاء می‌کند و خود به متیلن بلو تبدیل شده و سپس از راه ادرار دفع می‌گردد.

## عوارض جانبی
تهوع، اسهال، سردرد، سرگیجه، نغییر رنگ ادرار، همولیز، هایپرتانسیون.

## کاربرد در صنعت
متیلن بلو یک ماده رنگزای فونکسیونل که به عنوان یک رد-اُکس-ایندیکاتور عمل کرده و در حالت‌های اکسید یا احیاء شده دارای رنگ‌های گوناگون (آبی/بی‌رنگ) می‌باشد. یکی از آزمایش‌های تعیین کیفیت شیر که با آن شمار باکتری‌های موجود در شیر خام تخمین زده می‌شود، آزمایش احیای متیلن بلو است.
محیط کشت ائوزین متیلن بلو در کشت میکروب‌ها به کار می‌رود. متیلن بلو برای رنگ‌آمیزی بافت‌ها نیز استفاده می‌شود.